# 斉藤陽子
斉藤 陽子（さいとう たかこ、1929年 - ）は、福井県生まれの現代美術家。1960年代を代表する芸術運動、フルクサスで活動し、現在もフルクサス関連の展示に参加している 。デュッセルドルフ在住。彼女の最も有名な作品は、Silent Music、またはSpice Chessである。

## 経歴

### 初期の活動
5年間心理学を日本女子大学で学んだあと、斎藤は、1952年に久保貞次郎によって創立された、戦後の最も重要な民間美術教育運動である、創造美育運動に関わるようになる。斎藤は、この運動が催したサマーキャンプに参加した時に、デモクラート美術家協会の東京メンバーであった靉嘔に出会う。彼は、斎藤の最初の前衛美術に関しての情報源になり、のちに彼が1958年に東京からNYに移住したあとも、重要な協力者となった。NYに魅了された靉嘔からのレポートによって、斎藤はNYに移ることを決意、表面上は織物の卸売業者のアシスタントとして、1963年に渡米する。彼女は、靉嘔からフルクサスの創設者でありNY前衛美術の重要人物、ジョージ・マチューナスを紹介された。

### フルクサス
斎藤は、フルクサス運動の一員として活動し、マチューナスの親しい友人であった。斎藤は、1960年代から1970年代を通してフルクサス運動に関わり、ジョージ・マチューナスや小野洋子などのアーティストたちとのコラボレーションの中で、パフォーマンス、マルティメディア、インスタレーション、彫刻作品などを製作した。斎藤は、Fluxus 1（1962年）やFlux Cabinet（1975年 – 1977年）などのフルクサスの集合作品（マルティプル）に参加している。多様性に富んだ彼女の作品は"Silent Music"という作品で最も知られているが、ソーホーのフルクサスのショップで売られ、Flux Boxes（フルクサスシリーズの中のチェスゲームのバリエイション）の disripted chessのシーリーズの一つである、Smell Chess と Spice Chess もよく知られている。

### 放浪
斎藤は、1968年にNYを離れ、1978年まで国々を渡り歩く生活を続け、フランス、ドイツ、イギリス、イタリアに住み、ジョージ・ブレクト、Robert Filliouと一緒にアーティストブックを製作した。 1979 から1983まで、斎藤はエッセン大学にて教鞭をとる。後期の作品には、鑑賞者とパフォーマーの間の境界をなくしてゆく、というフルクサスの理想を保持するものが多い。

斎藤のYou and Me Shopは、鑑賞者と交流し、共同で製作するというアイデアを内包した作品になっている。市場の出店に似た小さな店で、売り子としての作家が、アレンジされた小さなものやその素材、乾いた玉ねぎの皮、くるみ、木のかけらなどを提供している。 鑑賞者とのやりとりが、紙の皿の上へ素材を配置、選択して接合、定着などを行うことによって始まり、完成したオブジェクトを敬意を払うべき参加者へ手渡すことによって終了する。
(Virtual Museum of Modernism)

1978年から、斎藤はデュッセルドルフ に滞在、製作を行っている。